# Museo Arqueológico Regional de Neiva
El Museo Arqueológico Regional del Neiva es un museo arqueológico en Neiva (Colombia). Está dedicado a la conservación del patrimonio cultural del Departamento de Huila. El museo está localizado en el Centro Cultural y de Convenciones José Eustasio Rivera.

## Historia
El museo fue inaugurado el 30 de agosto de 2007 con el objetivo de albergar artefactos arqueológicos del Huila, además de preservar objetos pertenecientes a las culturas indígenas del departamento. La fundación Erigaie estuvo a cargo de  recolectar información sobre las culturas prehispánicas del Huila para las exposiciones del museo.

## Colecciones
El museo contiene cerámica antigua, reliquias y estatuas de  culturas indígenas, entre ellas incluyen una réplica de las estatuas del parque arqueológico de San Agustín. El museo contiene información sobre las excavaciones arqueológicas realizadas en el Huila así como una serie de piedras que fueron utilizadas por las comunidades indígenas para tallar. El museo contiene exposiciones sobre orfebrería y la evolución de herramientas. Los objetos expuestos en el museo abarcan desde el año 1.000 a. C. hasta el 1.550 d. C. e incluyen exposiciones de restos óseos, petroglifos y elementos líticos. El museo contiene más de 300 objetos de origen precolombino.